# Índice (análisis complejo)

El índice de esta curva alrededor de p es dos. Un objeto que recorra la curva roja efectuará dos rotaciones completas en sentido antihorario en torno a la persona situada en el origen.

En matemática, el índice de una curva cerrada en el plano alrededor de un punto que no se encuentre en la curva, es un entero que representa el número total de vueltas que la curva describe alrededor del punto.
Las vueltas realizadas en sentido antihorario cuentan como positivas, mientras que las realizadas en sentido horario contabilizan como negativas. Así, por ejemplo, si un objeto que recorra la curva describe alrededor del punto cuatro vueltas en sentido antihorario y finalmente una en sentido horario, diremos que el índice de la curva alrededor del punto p es tres.
El índice depende de la orientación elegida de la curva, y cambia de signo al escoger la orientación opuesta.
El índice (winding number en inglés) es un objeto fundamental de estudio en topología algebraica, y desarrolla un importante papel en cálculo vectorial, análisis complejo, topología geométrica, geometría diferencial, y física.

## Definición
Aunque intuitivamente el índice de una curva respecto a un punto es el número de vueltas que da la curva a ese punto, la definición formal es la siguiente. 
Sea {\displaystyle \gamma } una curva cerrada en el plano complejo, y {\displaystyle z_{0}\in \mathbb {C} } un punto del plano no contenido en la imagen de la curva {\displaystyle \gamma ^{*}}. 
Se define el índice de {\displaystyle \gamma } respecto al punto {\displaystyle z_{0}\,} como:

{\displaystyle Ind(\gamma ,z_{0})={\frac {1}{2\pi i}}\oint _{\gamma }{\frac {1}{z-z_{0}}}dz}

donde la integración está tomada en sentido antihorario.

## Ejemplos
Las siguientes imágenes muestran curvas con índices comprendidos entre −2 y 3:
| {\displaystyle \cdots } |    |    |   |                         |
|                         | −2 | −1 | 0 |                         |
|                         |    |    |   | {\displaystyle \cdots } |
|                         | 1  | 2  | 3 |                         |